# Shūji Kobayashi
Shūji Kobayashi (japanisch 小林 秀司, Kobayashi Shūji;* 17. April 1939 in Chino) ist ein ehemaliger japanischer Eisschnellläufer.
Kobayashi, der an der Meiji-Universität studierte, nahm von 1956 bis 1962 an nationalen Rennen teil und trat international erstmals bei den Olympischen Winterspielen 1960 in Squaw Valley in Erscheinung. Dort belegte er den 34. Platz über 1500 m, den 24. Rang über 5000 m und den 21. Platz über 10.000 m. Im folgenden Jahr lief er bei der Mehrkampfweltmeisterschaft in Göteborg auf den 34. Platz im Großen Vierkampf. Letztmals international startete er bei der Mehrkampfweltmeisterschaft 1962 in Moskau, wo er den 37. Platz im Großen Vierkampf errang. Seine beste Platzierung bei japanischen Mehrkampfmeisterschaften erreichte er im Jahr 1959 mit dem dritten Platz.

## Persönliche Bestleistungen
| Disziplin | Zeit        | Datum            | Ort          |
| --------- | ----------- | ---------------- | ------------ |
| 500 m     | 44,0 s      | 28. Februar 1960 | Squaw Valley |
| 1500 m    | 2:14,5 min  | 28. Februar 1960 | Squaw Valley |
| 3000 m    | 5:04,4 min  | 18. März 1961    | Karuizawa    |
| 5000 m    | 8:19,7 min  | 16. Februar 1960 | Squaw Valley |
| 10.000 m  | 17:20,8 min | 27. Februar 1960 | Squaw Valley |